# 휴먼 라이츠 워치
휴먼 라이츠 워치(영어: Human Rights Watch, HRW) 또는 국제인권감시단(國際人權監視團)은 인권 변호 및 연구를 하는 비영리 기구 단체이다. 이 기구의 본부는 뉴욕에 있으며, 그 외에도 암스테르담, 베이루트, 베를린, 브뤼셀, 시카고, 제네바, 요하네스버그, 런던, 로스앤젤레스, 모스크바, 파리, 샌프란시스코, 도쿄, 토론토, 워싱턴 D.C. 등에 지부가 위치해 있다.
2011년 6월 기준 이 조직은 연간 5060만 달러를 사용했다.
조지 소로스의 열린 사회 재단은 휴먼 라이츠 워치의 주요 기부자로, 2011년 회계 연도의 기부금 1억 2800만 달러 중에서 약 1억 달러가 열린 사회 재단이 기부한 금액이다. 열린 사회 재단이 기부한 1억 달러는 1년당 1천만 달러씩 10년간 분납한다.

## 연혁
전신은 1978년에 설립되어 소비에트 연방의 헬싱키 협약 위반을 감시한 헬싱키 워치이다. 헬싱키 워치는 인권 침해가 정부를 공개적으로 비판함으로써 소비에트 연방과 동유럽 각국의 인권 침해에 국제적인 주목을 받기에 성공하고 이 지역의 1980년대 후반 민주화의 실현에 공헌했다.
1980년대에는 급속한 조직 확대에 따라 '미국 워치'(1981년), '아시아 워치'(1985년), '아프리카 워치'(1988년), '중동 워치'(1989년)가 '워치 위원회'에 참가했다. 1988년에 모든 '워치 위원회'가 통합되어 전 세계를 포함한 명칭인 현재의 '휴먼 라이츠 워치'(Human Rights Watch)로 개칭하였다.

## 직원 목록
- 로버트 L. 번스타인 - 설립자
- 케네스 로스 - 상임 이사
- 얀 에게랜드
- 존 J. 스터드진스키

## 비판
국제 비정부 기구인 휴먼 라이트 워치는 다수의 관측통들로부터 비판의 대상이 되어 왔다. 휴먼 라이트 워치를 비판한 이들로는 인권 유린에 대해 조사해 온 국가 정부와 NGO 모니터, 언론, 설립자인 로버트 L. 번스타인 전 회장이있다. 편향성에 대한 주장에는 미국 정부 정책에 의한 부당한 영향력이 포함되었고, 휴먼 라이트 워치는 친이스라엘 쪽으로 편향되어 있다고 주장한다. 휴먼 라이트 워치는 또한 부족한 연구방법론과 허술한 사실 확인, 비개방적인 정권들의 인권 유린에 대한 무시로 비난을 받아왔다.
휴먼 라이트 워치는 또한 미국 정부의 ‘회전문’이라는 비판을 받아왔다.

## 같이 보기
- 프리덤 하우스
- 전미민주주의기금